# Razbor (Šentjur, Slovenija)
Razbor je naselje u slovenskoj Općini Šentjuru. Razbor se nalazi u pokrajini Štajerskoj i statističkoj regiji Savinjskoj. 

## Stanovništvo
Prema popisu stanovništva iz 2002. godine naselje je imalo 168 stanovnika.